# Porto Barreiro
Porto Barreiro é um município brasileiro do estado do Paraná. Sua população é de 3.659 habitantes, conforme o censo de 2010 do IBGE.

## Etimologia
A origem do termo "Porto Barreiro" vem da junção dos termos "Porto Santana" e "Barreirinho", os dois distritos que originaram o município.